# Jørgen Ryg
Jørgen Ryg (11 de agosto de 1927 – 28 de agosto de 1981) fue un actor y músico de nacionalidad danesa. 

## Biografía
Su verdadero nombre era Ryg Kristiansen, y nació en Copenhague, Dinamarca, siendo sus padres el cantante de ópera Evald Asger Ryg Kristiansen y la pianista Ellen Kirstine Jensen. Ryg fue en sus comienzos trompetista de jazz, pero más tarde se convirtió, de modo autodidacta, en actor. Fue especialmente conocido por sus papeles cómicos y por sus actuaciones en revistas. Entre 1960 y 1966 formó pareja cómica con Preben Kaas. Es también recordado por su trabajo en la producción televisiva Syg og munter en 1974. La última película de Ryg fue Fængslende feriedage (1978). En 1972 recibió un Premio Bodil al mejor actor de reparto por su papel en la cinta Lenin, din gavtyv.
Jørgen Ryg falleció en Copenhague en el año 1981. Fue enterrado en el Cementerio Brønshøj Kirkegård.

## Selección de su filmografía

### Cine
- 1960 : Forelsket i København
- 1962 : Det tossede paradis
- 1964 : Don Olsen kommer til byen
- 1964 : Selvmordsskolen
- 1966 : Jeg - en elsker
- 1972 : Lenin, din gavtyv
- 1972 : Livet i Danmark
- 1974 : Syg og munter
- 1976 : Julefrokosten
- 1977 : Alt på et bræt
- 1978 : Firmaskovturen
- 1978 : Fængslende feriedage

### Televisión
- 1973 : Hashtræet
- 1974 : Syg og munter
- 1977 : Huset på Christianshavn

## Discografía (selección)
- 1955 : Jørgen Ryg Quartet, vol 1 y 3 (Metronome MEP120 y 1045)
- 1956 : Jørgen Ryg Quartet (Metronome – BP 7785)